# 에치고국

에치고 국

에치고국(일본어: 越後国 에치고노쿠니[*])은 호쿠리쿠도에 있던 일본의 옛 구니이다. 현재의 사도섬을 제외한 니가타현 일부에 해당한다.

## 군
- 구비키군(일본어판)(頸城郡)
원래 엣추국 소속, 708년에 에치고 국에 편입
- 우오누마군(일본어판)(魚沼郡)
원래 엣추국 소속, 708년에 에치고 국에 편입
- 가리와군(刈羽郡)
헤이안 시대에 고시 군에서 분리.
- 산토군(三島郡)
중세에 고시 군에서 분리.
- 고시 군(古志郡)
원래 엣추국 소속, 708년에 에치고 국에 편입
- 간바라군(일본어판)(蒲原郡)
원래 엣추국 소속, 708년에 에치고 국에 편입
- 누타리군(일본어판)(沼垂郡)
후에 간바라 군과 통합
- 이와후네군(岩船郡)
- 이데하군(일본어판)(出羽郡)
708년 설치, 뒤에 데와국으로서 분리.